# Полозков Іван Кузьмич
Іван Кузьмич Полозков (16 лютого 1935, село Лєщ-Плота (Єфросимівка), тепер Солнцевського району Курської області, Російська Федерація) — радянський партійний і державний діяч, 1-й секретар Краснодарського крайкому КПРС (1985—1990), 1-й секретар ЦК КП Російської РФСР (1990—1991). Народний депутат РРФСР у 1990—1993 роках. Народний депутат СРСР у 1989—1990 роках. Член ЦК КПРС у 1986—1991 роках. Член Політбюро ЦК КПРС (13 липня 1990 року—23 серпня 1991 року).

## Біографія
Народився в родині колгоспника. У 1954—1957 роках служив у Радянській армії.
У 1957—1959 роках — колгоспник; голова Солнцевського районного комітету з фізичної культури і спорту; 2-й секретар Солнцевського районного комітету ВЛКСМ Курської області.
Член КПРС з 1958 року.
У 1959 році — слухач Центральної комсомольської школи при ЦК ВЛКСМ. У 1959—1962 роках — 1-й секретар Солнцевського районного комітету ВЛКСМ Курської області.
У 1962—1969 роках — інструктор Солнцевського районного комітету КПРС; заступник завідувача відділу партійного комітету Солнцевського виробничого колгоспно-радгоспного управління; секретар, 2-й секретар Солнцевського районного комітету КПРС Курської області.
У 1965 році закінчив Всесоюзний заочний фінансово-економічний інститут.
У 1969—1972 роках — заступник завідувача відділу Курського обласного комітету КПРС.
У 1972—1973 роках — голова виконавчого комітету Рильської районної ради депутатів трудящих Курської області.
У 1973—1975 роках — 1-й секретар Рильського районного комітету КПРС Курської області.
У 1975—1978 роках — інструктор відділу організаційно-партійної роботи ЦК КПРС. У 1977 році закінчив заочну Вищу партійну школу при ЦК КПРС.
У 1978—1980 роках — слухач Академії суспільних наук при ЦК КПРС.
У 1980—1983 роках — інструктор відділу організаційно-партійної роботи ЦК КПРС.
У 1983—1984 роках — секретар Краснодарського крайового комітету КПРС
У 1984 — червні 1985 року — завідувач сектору відділу організаційно-партійної роботи ЦК КПРС.
3 червня 1985 — 25 липня 1990 року — 1-й секретар Краснодарського крайового комітету КПРС. Одночасно, з квітня по 29 серпня 1990 року — голова Краснодарської крайової Ради народних депутатів.
22 червня 1990 — 6 серпня 1991 року — 1-й секретар новоствореної Комуністичної партії Російської РФСР. На цій посаді зарекомендував себе жорстким політиком консервативного спрямування, противником горбачовського курсу «перебудови» та єльцинських реформ. 6 серпня 1991 року Пленум ЦК КП РРФСР задовольнив прохання Івана Полозкова про звільнення його з посади 1-го секретаря і члена Політбюро ЦК КП РРФСР; замість нього на посаду першого секретаря був обраний Купцов Валентин Олександрович.
У 1990—1991 роках — заступник міністра сільського господарства СРСР.
Потім входив у консультативну Раду при ЦК КПРФ; радник Російської національної служби економічної безпеки; член Ради Регіональної громадської організації — спілки громадських об'єднань «Асоціація земляцтв». Згідно з указом мера Москви від 10 червня 2008 року був призначений членом комісії з культурної, інформаційної та містобудівної політики і комісії з регламенту, етики та вдосконалення діяльності Громадської ради міста Москви. Перший заступник голови Ради Курського земляцтва в Москві.

## Нагороди
- орден Дружби народів
- орден «Знак Пошани»
- медалі